# Ione (Californië)
Ione is een plaats in Amador County in Californië in de VS.

## Geografie
De totale oppervlakte bedraagt 12,4 km² (4,8 mijl²) waarvan 12,3 km² (4,7 mijl²) land is en 0,1 km² (0,04 mijl²) of 0,63% water is.

## Demografie
Volgens de census van 2000 bedroeg de bevolkingsdichtheid 580,7/km² (1502,6/mijl²) en bedroeg het totale bevolkingsaantal 7129 dat bestond uit:
- 57,90% blanken
- 17,83% zwarten of Afrikaanse Amerikanen
- 2,30% inheemse Amerikanen
- 1,68% Aziaten
- 0,17% mensen afkomstig van eilanden in de Grote Oceaan
- 18,12% andere
- 1,99% twee of meer rassen
- 20,16% Spaans of Latino

Er waren 1081 gezinnen en 780 families in Ione. De gemiddelde gezinsgrootte bedroeg 2,68.

## Plaatsen in de nabije omgeving
De onderstaande figuur toont nabijgelegen plaatsen in een straal van 24 km rond Ione.